# La Regenta (película)
La Regenta es una película española de 1974 dirigida por Gonzalo Suárez. Se trata de una adaptación cinematográfica de la novela homónima de Leopoldo Alas «Clarín». Un retrato de la sociedad de Vetusta (capital de provincia, muy identificable con Oviedo) en el último tercio del siglo XIX.

## Argumento
Ana Ozores se casa con el antiguo Regente de la Audiencia de Vetusta, Víctor Quintanar, hombre bondadoso pero maniático y mucho mayor que ella. Viéndose sentimentalmente abandonada, Ana empieza a ser cortejada por el donjuán provinciano Álvaro Mesía. El canónigo magistral D. Fermín de Pas (su confesor) se cierne desde el campanario de la catedral como un ave de rapiña acechante.

## Ficha artística

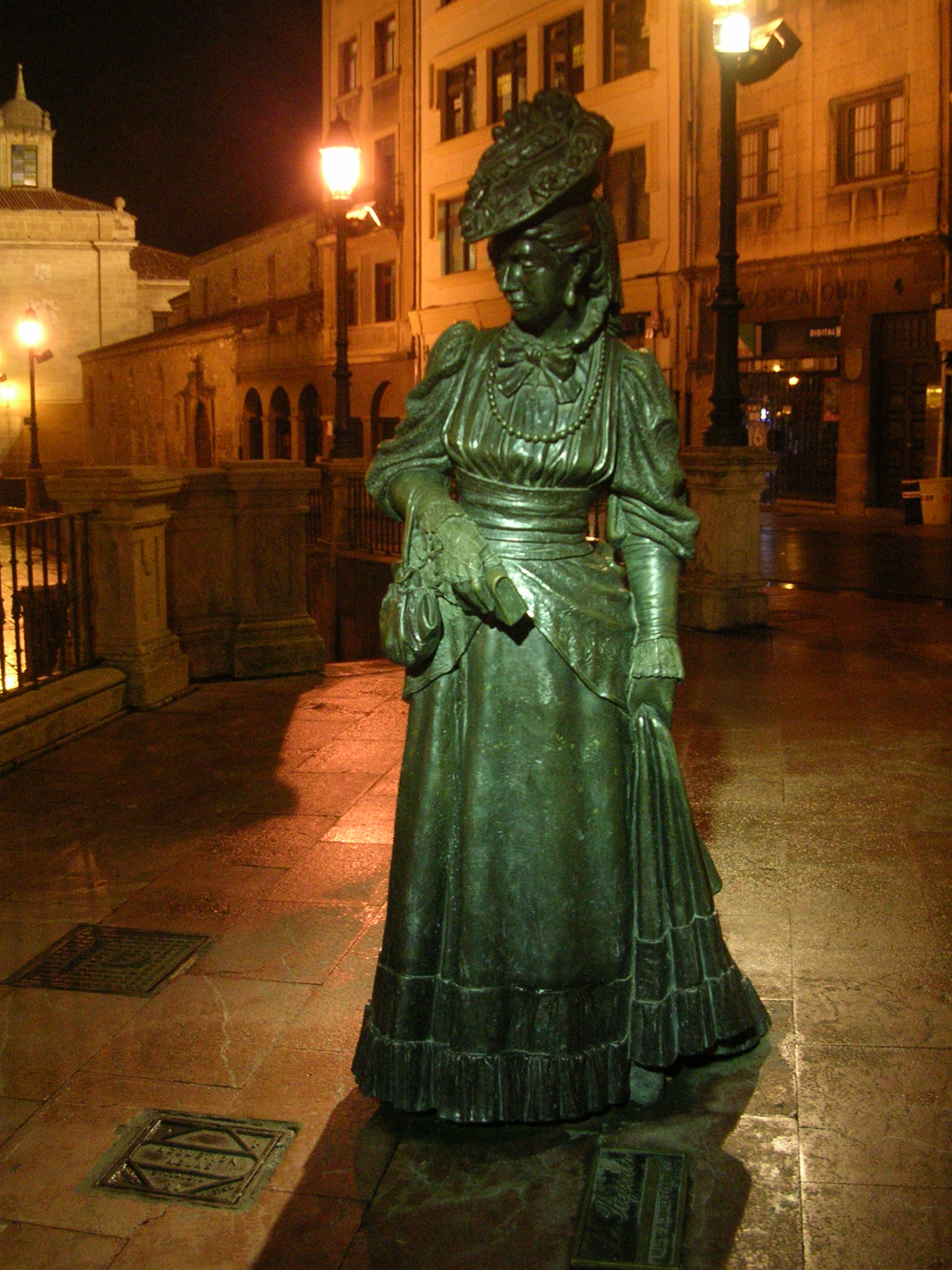
Escultura dedicada a «La Regenta» en la Plaza de la Catedral de Oviedo.

| Personaje               | Intérprete            |
| ----------------------- | --------------------- |
| Ana Ozores              | Emma Penella          |
| Fermín de Pas           | Keith Baxter          |
| Álvaro Mesía            | Nigel Davenport       |
| Doña Paula              | Rosario García Ortega |
| Víctor Quintanar        | Adolfo Marsillach     |
| Petra                   | Charo López           |
| Visitación              | Pilar Bardem          |
| Tomás Crespo "Frígilis" | Agustín González      |
| Petronila Rianzares     | María Luisa Ponte     |
| Marquesa                | Maruchi Fresno        |
| Párroco Contracalles    | Antonio Iranzo        |

## Comentarios
El productor Emiliano Piedra perseguía este proyecto desde que se lo propuso sin éxito a Luis Buñuel y a Orson Welles. 
Gonzalo Suárez no parecía por su cine experimental el director más idóneo ni Emma Penella por su edad la actriz adecuada, sin embargo, la película tuvo éxito y cosechó excelentes críticas. 
Penella no regresaría al cine hasta once años después. La repentina muerte de su madre retrasó un día el comienzo del rodaje y obligó a que el papel reservado a su hermana Terele Pávez recayera en Charo López, que por su labor recibió el premio del Sindicato Nacional del Espectáculo. 
María Luisa Ponte volvería a encarnar el mismo personaje en la adaptación televisiva de Fernando Méndez-Leite en 1995.

## Premios
30.ª edición de las Medallas del Círculo de Escritores Cinematográficos
| Categoría        | Premiado      | Resultado |
| ---------------- | ------------- | --------- |
| Mejor fotografía | Luis Cuadrado | Ganador   |